# Волков, Николай Александрович (легкоатлет)
Никола́й Алекса́ндрович Во́лков (род. 5 июля 1985) — российский легкоатлет-стайер, марафонец и сверхмарафонец, мастер спорта России международного класса.
Чемпион (2022, 2023) и рекордсмен (2023) России по бегу на 100 км. Его рекорд на 100 км уступает только мировому рекорду литовца Александра Сорокина (6:05.35 14 мая 2023 года в Вильнюсе.
1. ↑  В 1986 году Жан-Поль Прат[нидерл.] (Бельгия) показал в Торхауте[нидерл.] 6:03.51 на неутверждённой трассе

## Результаты
в стадии утверждения

### Соревнования
| Год  | Город           | Дистанция   | Дата       | Результат    | Место |
| ---- | --------------- | ----------- | ---------- | ------------ | ----- |
| 2017 | Ярославль       | полумарафон | 3 сентября | 1:09.52      | 13    |
| 2018 | Ярославль       | полумарафон | 2 сентября | 1:09.51      | 14    |
| 2018 | Волгоград       | марафон     | 30 апреля  | 2:22.01      | 10    |
| 2019 | Казань          | марафон     | 5 мая      | 2:20.35      | 10    |
| 2020 | Сочи            | марафон     | 6 декабря  | 2:15.12 PB   | III   |
| 2022 | Сочи            | марафон     | 2 апреля   | 2:17.33      | 7     |
| 2022 | Нижний Новгород | 100 км      | 2 октября  | 6:29.27      | I     |
| 2023 | Нижний Новгород | 100 км      | 1 октября  | 6:08.23,6 NR | I     |

### Рекорд России
| Дистанция | Результат | Место           | Дата      | Видео / Фото / Кинограмма |
| --------- | --------- | --------------- | --------- | ------------------------- |
| 100 км    | 6:08.23,6 | Нижний Новгород | 1.10.2023 |                           |

Comrades marathon 2025
| Дистанция | Результат | Место | Дата     | Видео / Фото / Кинограмма |
| --------- | --------- | ----- | -------- | ------------------------- |
| 90 км     | 5:29:45   | III   | 8.6.2025 |                           |